# H2N2
H2N2 ili Podtip virusa gripe A H2N2 (A/H2N2) je podvrsta virusa gripe A. H2N2 je mutirao u razne sojeve, uključujući azijski soj gripe (danas izumrli u divljini), H3N2 i razne sojeve koji se nalaze u pticama. Također se sumnja da je 1889. godine uzrokovao ljudsku pandemiju. Zemljopisno širenje ruske gripe 1889. proučavano je i objavljeno.

## Prva ruska gripa
Neki vjeruju da je rusku gripu 1889.-1890. Uzrokovala virus gripe A podtipa H2N2, ali dokazi nisu uvjerljivi. To je najranija pandemija gripe o kojoj su dostupni detaljni zapisi. U novije vrijeme nagađaju se da ga je mogao uzrokovati jedan od ranih koronavirusa pronađen 1960.-ih godina.

## Azijska gripa
"Azijska gripa" bila je epidemija gripe pandemije kategorije 2 koja je nastala u Singapuru početkom 1957. i trajala do 1958. "Prvi slučajevi prijavljeni su u Singapuru u veljači 1957.," U veljači 1957, novi virus gripa A (H2N2) se pojavio u istočnoj Aziji, izazivajući pandemiju. Prema SZO podacima, umrlo je između 1 i 4 milijuna osoba na svijetu od azijske gripe. Cjepivo protiv gripe razvijeno je 1957. godine za suzbijanje epidemije.
H2N2 kasnije se razvio antigenim prelaskom u H3N2 što je uzrokovalo blažu pandemiju od 1968. do 1969.
Pandemični sojevi H2N2 i H3N2 sadržavali su RNK segmente virusa ptičje gripe.